# Тайтон (река)
Тайтон (англ. Tieton River) — река в центральной части штата Вашингтон, США. Приток реки Начес, которая в свою очередь является притоком реки Якима. Составляет около 53 км в длину. Берёт начало в Каскадных горах в виде двух верховий: Норт-Форк и Саут-Форк. Норт-Форк собирает потоки с восточной стороны гор Олд-Маунтин, Ивс-Пик, Гоат-Рокс, а также с некоторых других окрестных гор, в том числе Тайтон-Пик. Река течёт на северо-восток, протекает через озеро Клир и течёт далее, впадая в западную оконечность водохранилища Римрок, которое образовано строительством плотины Тайтон. Саут-Форк берёт начало на восточной стороне горы Гилберт-Пик и собирает потоки с Гоат-Рокс. Течёт преимущественно в северном направлении; впадает в восточную часть водохранилища Римрок. Из водохранилища вытекает река уже собственно под названием Тайтон, течёт в восточном и северо-восточном направлениях и впадает в реку Начес недалеко от города Тайтон.